# Pietro Garinei
Pietro Garinei (Triëst, 1 februari 1919 - Rome, 9 mei 2006) was een Italiaans musicalcomponist en tevens -producent. Hij was lange tijd verbonden aan het Sistina-theater te Rome.
Garinei genoot met name bekendheid door zijn compositie Arrivederci Roma uit de Amerikaanse musical The Seven Hills of Rome uit 1958 zoals die in het Engels werd vertolkt door de beroemde Amerikaanse zanger Perry Como. Deze bijdrage van Garinei groeide uit tot een van de symbolen van het 'zoete Italiaanse leven' (La Dolce Vita).
Garinei was zeer succesvol. Dikwijls werkte hij samen met de Italiaanse dramaturg Sandro Giovanni. Zo waren zij verantwoordelijk voor de voortbrenging van de musical Rugantino uit 1962 die het goed deed in het New Yorkse theater Broadway. Ook van hun hand was Ciao Rudy uit 1966, een musicalproductie over de roemruchte en vroeg overleden Italiaanse acteur Rodolfo Valentino, gespeeld door de eveneens beroemde Italiaanse acteur Marcello Mastroianni.
Giovanni en Garinei waren een grote stimulans voor diverse grote acteurs zoals de al eerder genoemde Mastroianni maar ook voor anderen zoals Alberto Sordi en Anna Magnani.
Pietro Garinei overleed op 87-jarige leeftijd in het Forlanini-ziekenhuis te Rome.

## Musicals
- Attanasio cavallo vanesio (1952)
- Giove in doppio petto (1954)
- Buonanotte Bettina (1956)
- L'adorabile Giulio (1957)
- Un mandarino per Teo (1960)
- Rinaldo in campo (1961)
- Bravo!
- Rugantino (1962)
- Ciao Rudy (1966)
- Alleluja brava gente (1970)
- Niente sesso siamo inglesi (1973)
- Aggiungi un posto a tavola (1974)
- Taxi a due piazze

- Biblioteca Nacional de España: XX1241010
- Bibliothèque nationale de France: cb14415834b (data)
- Gemeinsame Normdatei: 121475271
- International Standard Name Identifier: 0000 0000 7823 8351
- Library of Congress Control Number: n87902331
- MusicBrainz: 404f274a-e506-465f-8d67-1ced0723e00d
- Nationale Bibliotheek van Tsjechië: js20060609005
- Istituto Centrale per il Catalogo Unico: SBLV064542
- Système universitaire de documentation: 08609078X
- Virtual International Authority File: 79180457
- WorldCat: E39PBJcWmGBvc9CDCgqDcdxdQq